# Hans Schuhose
Hans Schuhose (* 25. August 1900 in Berlin; † 26. Januar 1962 in Bremen) war ein deutscher Politiker (SPD) und Mitglied der Bremischen Bürgerschaft.

## Biografie
Schuhose war als Handelsstudienrat in Bremen tätig.
Er war verheiratet und hatte Kinder.
Er war Mitglied der SPD und im SPD-Ortsverein Lüssum aktiv. Ab Oktober 1953 war er Mitglied im Stadtteilbeirat Bremen-Blumenthal.
Von 1955 bis 1959 war er Mitglied der 4. Bremischen Bürgerschaft und Mitglied verschiedener Deputationen, u. a. für Gesundheit und Umweltschutz. Für die folgende Bürgerschaftswahl wurde er nicht aussichtsreich nominiert. In der Bürgerschaft setzte er sich u. a. ein für die Verbesserung der Infrastruktur in Bremen-Nord und für eine (nicht realisierte) Tunnelquerung der Weser von Vegesack nach Lemwerder.